# Course de montagne du Kitzbüheler Horn
La course de montagne du Kitzbüheler Horn (en allemand : Kitzbüheler Horn Bergstraßen-Lauf) est une course de montagne reliant la ville de Kitzbühel au sommet du Kitzbüheler Horn, dans le Tyrol en Autriche. Elle a été créée en 1979.

## Histoire
Les courses de montagne, populaires en Suisse, sont encore méconnues en Autriche dans les années 1970. Franz Puckl, qui court régulièrement en Suisse, décide de créer une course de montagne à Kitzbühel. Il choisit le Kitzbüheler Horn qui possède une route goudronnée et où se déroule une course de côte cycliste. Afin de valider son choix, il prend part à la course en 1978, accompagné de son ami et coureur en montagne, Simon Brunner. Ce dernier termine 10e et Franz 30e.
Après avoir convaincu l'office du tourisme et des sponsors, la première course de montagne du Kitzbüheler Horn a lieu le 26 août 1979. 293 coureurs rallient l'arrivée. L'Allemand Peter Reiher remporte la course devant Simon Brunner.
La course rejoint le calendrier de la Coupe du monde de course en montagne en 2001.
Depuis 2009, la course fait partie du calendrier du Salomon Running Tour.
La course accueille les championnats d'Autriche de course en montagne à deux reprises, en 1984 et 1990.
Après avoir amélioré le record féminin en 2016 et 2017, Andrea Mayr l'abaisse de près de trois minutes, à 1 h 4 min 3 s en 2019.

## Parcours
Le parcours relie le centre de Kitzbühel au sommet du Kitzbüheler Horn. Il a la particularité d'être entièrement sur route goudronnée. Il effectue une première boucle dans Kitzbühel avant de traverser les hameaux de Griesenau et Haslach. Il suit ensuite la route qui rejoint le sommet du Kitzbüheler Horn. Il mesure 12,9 km pour 1 234 m de dénivelé.
Lors des quatre premières éditions, le parcours est légèrement différent. Le départ est donné à 100 m sous le centre de Kitzbühel et l'arrivée au restaurant Alpenhaus pour une distance identique.
En 2018, la neige force les organisateurs à réduire le parcours. L'arrivée est abaissée au restaurant Alpenhaus. Le parcours est de 10,5 km pour 905 m de dénivelé.
En raison de la crise sanitaire liée à la pandémie de Covid-19, le départ de l'édition 2020 est déplacé au Rehazentrum à côté de la station inférieure du télécabine, raccourcissant le parcours à 11,7 km.
En 2021, une manifestation festive au restaurant Alpenhaus tenue en même temps que la course entraîne un important trafic de cars. Le parcours traditionnel ne peut pas être emprunté dans son intégralité. Le départ est à nouveau donné au centre de Kitzbühel mais le parcours emprunte ensuite des sentiers et rejoint la route au-dessus de l'Alpenhaus. Il est raccourci à 8,9 km.

## Vainqueurs
| Année | Hommes                  | Temps          | Femmes                     | Temps           |
| ----- | ----------------------- | -------------- | -------------------------- | --------------- |
| 1979  | Peter Reiher            | 1 h 4 min 12 s | Barbara Stöckli            | 1 h 24 min 45 s |
| 1980  | Stefan Soler            | 1 h 0 min 13 s | Marianne Schmuckli         | 1 h 17 min 40 s |
| 1981  | Pablo Vigil             | 1 h 0 min 42 s | Waltraud Egger             | 1 h 19 min 7 s  |
| 1982  | Chuck Smead             | 59 min 17 s    | Heide Brenner              | 1 h 15 min 49 s |
| 1983  | Kurt König              | 1 h 1 min 7 s  | Christiane Fladt           | 1 h 21 min 22 s |
| 1984  | Erich Amann             | 59 min 55 s    | Olivia Grüner              | 1 h 13 min 18 s |
| 1985  | Helmut Stuhlpfarrer     | 59 min 23 s    | Christiane Fladt           | 1 h 14 min 50 s |
| 1986  | Peter Schatz            | 1 h 1 min 14 s | Christiane Fladt           | 1 h 14 min 50 s |
| 1987  | Helmut Stuhlpfarrer     | 58 min 56 s    | Christiane Fladt           | 1 h 12 min 10 s |
| 1988  | Chuck Smead             | 59 min 42 s    | Christiane Fladt           | 1 h 14 min 12 s |
| 1989  | Mohamed Youkmane        | 59 min 9 s     | Elsbeth Heinzle            | 1 h 19 min 32 s |
| 1990  | Zdeněk Mezulianik       | 58 min 14 s    | Verena Lechner             | 1 h 12 min 2 s  |
| 1991  | Zdeněk Mezulianik       | 57 min 38 s    | Carina Weber-Leutner       | 1 h 14 min 23 s |
| 1992  | Zdeněk Mezulianik       | 58 min 55 s    | Gudrun Pflüger             | 1 h 13 min 2 s  |
| 1993  | Helmut Schmuck          | 59 min 4 s     | Isabella Moretti           | 1 h 11 min 57 s |
| 1994  | Jan Bláha               | 1 h 0 min 11 s | Anna Baloghová             | 1 h 10 min 2 s  |
| 1995  | Zdeněk Mezulianik       | 59 min 16 s    | Gudrun Pflüger             | 1 h 11 min 45 s |
| 1996  | Zdeněk Mezulianik       | 58 min 38 s    | Odile Lévêque-Brakebusch   | 1 h 14 min 14 s |
| 1997  | Helmut Schmuck          | 59 min 10 s    | Johanna Baumgartner        | 1 h 15 min 31 s |
| 1998  | Miroslav Vitek          | 57 min 38 s    | Dita Hebelková             | 1 h 8 min 43 s  |
| 1999  | Antonio Molinari        | 58 min 0 s     | Izabela Zatorska           | 1 h 8 min 1 s   |
| 2000  | Jonathan Wyatt          | 55 min 58 s    | Izabela Zatorska           | 1 h 7 min 45 s  |
| 2001  | Jonathan Wyatt          | 56 min 35 s    | Melissa Moon               | 1 h 7 min 31 s  |
| 2002  | Billy Burns             | 59 min 34 s    | Anna Pichrtová             | 1 h 10 min 42 s |
| 2003  | Billy Burns             | 59 min 52 s    | Izabela Zatorska           | 1 h 8 min 50 s  |
| 2004  | Robert Krupička         | 1 h 0 min 31 s | Irena Czuta-Pakosz         | 1 h 17 min 29 s |
| 2005  | Jonathan Wyatt          | 58 min 17 s    | Anna Pichrtová             | 1 h 9 min 15 s  |
| 2006  | Ben Du Bois             | 59 min 32 s    | Agnes Tschurtschenthaler   | 1 h 11 min 21 s |
| 2007  | Gerd Frick              | 1 h 2 min 38 s | Birgit Unterberger         | 1 h 14 min 11 s |
| 2008  | Jonathan Wyatt          | 58 min 51 s    | Iva Milesová               | 1 h 17 min 17 s |
| 2009  | Geoffrey Gikuni Ndungu  | 58 min 20 s    | Carina Lilge-Leutner       | 1 h 14 min 33 s |
| 2010  | Jonathan Wyatt          | 58 min 59 s    | Antonella Confortola-Wyatt | 1 h 12 min 10 s |
| 2011  | Samson Mungai Kagia     | 59 min 27 s    | Lucy Wambui Murigi         | 1 h 9 min 13 s  |
| 2012  | Thomas James Lokomwa    | 1 h 0 min 24 s | Joyce Jemutai Kiplimo      | 1 h 9 min 43 s  |
| 2013  | Joseph Gray             | 59 min 45 s    | Andrea Mayr                | 1 h 7 min 36 s  |
| 2014  | Francis Muigai Wangari  | 1 h 0 min 26 s | Karin Freitag              | 1 h 12 min 44 s |
| 2015  | Petro Mamu              | 59 min 3 s     | Lucy Wambui Murigi         | 1 h 10 min 56 s |
| 2016  | Geoffrey Gikuni Ndungu  | 1 h 0 min 54 s | Andrea Mayr                | 1 h 7 min 20 s  |
| 2017  | Geoffrey Gikuni Ndungu  | 1 h 1 min 24 s | Andrea Mayr                | 1 h 7 min 0 s   |
| 2018  | Geoffrey Gikuni Ndungu  | 48 min 7 s     | Purity Kajuju Gitonga      | 56 min 38 s     |
| 2019  | Petro Mamu              | 56 min 26 s    | Andrea Mayr                | 1 h 4 min 3 s   |
| 2020  | Filimon Abraham         | 58 min 32 s    | Karin Freitag              | 1 h 12 min 55 s |
| 2021  | Manuel Innerhofer       | 52 min 21 s    | Joyce Muthoni Njeru        | 1 h 1 min 41 s  |
| 2022  | Philemon Ombogo Kiriago | 1 h 0 min 15 s | Lisa Achleitner            | 1 h 28 min 4 s  |
| 2023  | Julius Kariba Njeri     | 1 h 0 min 19 s | Sintayehu Kibebo           | 1 h 14 min 10 s |
| 2024  | Richard Omaya Atuya     | 58 min 19 s    | Ann Nyaguthie Ndichu       | 1 h 11 min 32 s |

 Record de l'épreuve